# Graham Greene
Henry Graham Greene (profesionalno znan kot Graham Greene), angleški pisatelj in dramatik, * 2. oktober 1904, Berkhamsted, † 3. april 1991, Vevey, Švica.

## Življenje
Po študiju zgodovine je Greene začel delati kot novinar pri Nottingham Journalu, kasneje pa je postal podurednik časopisa The Times. Po uspehu, ki ga je dosegel njegov prvi roman The Man Within, je pustil službo in se povsem posvetil pisateljevanju.

## Najpomembnejša dela
- The man Within (1929)
- Brighton Rock (Brightonska skala) (1938)
- The Power and the Glory (Moč in sijaj) (1940)
- The Heart of the Matter (Bistvo stvari) (1948)
- Tretji človek (1949)
- The End of the Affair (1951)
- The Quiet American (Mirni Američan) (1955)
- The Potting Shed (1957)
- Ways of Escape (1980) (avtobiografija)
- Our Man in Havana (Naš človek v Havani)

## Skici
1. ↑  Normativna kontrola Kongresne knjižnice — Library of Congress.
2. 1 2 3 4  Record #11854179X // Gemeinsame Normdatei — 2012—2016.
3. 1 2  data.bnf.fr: platforma za odprte podatke — 2011.
4. ↑  https://archive.org/details/lifeofgrahamgree0000sher_y8u1
5. ↑  http://www.biogs.com/famous/greenegraham.html